# Shōzō Sasahara

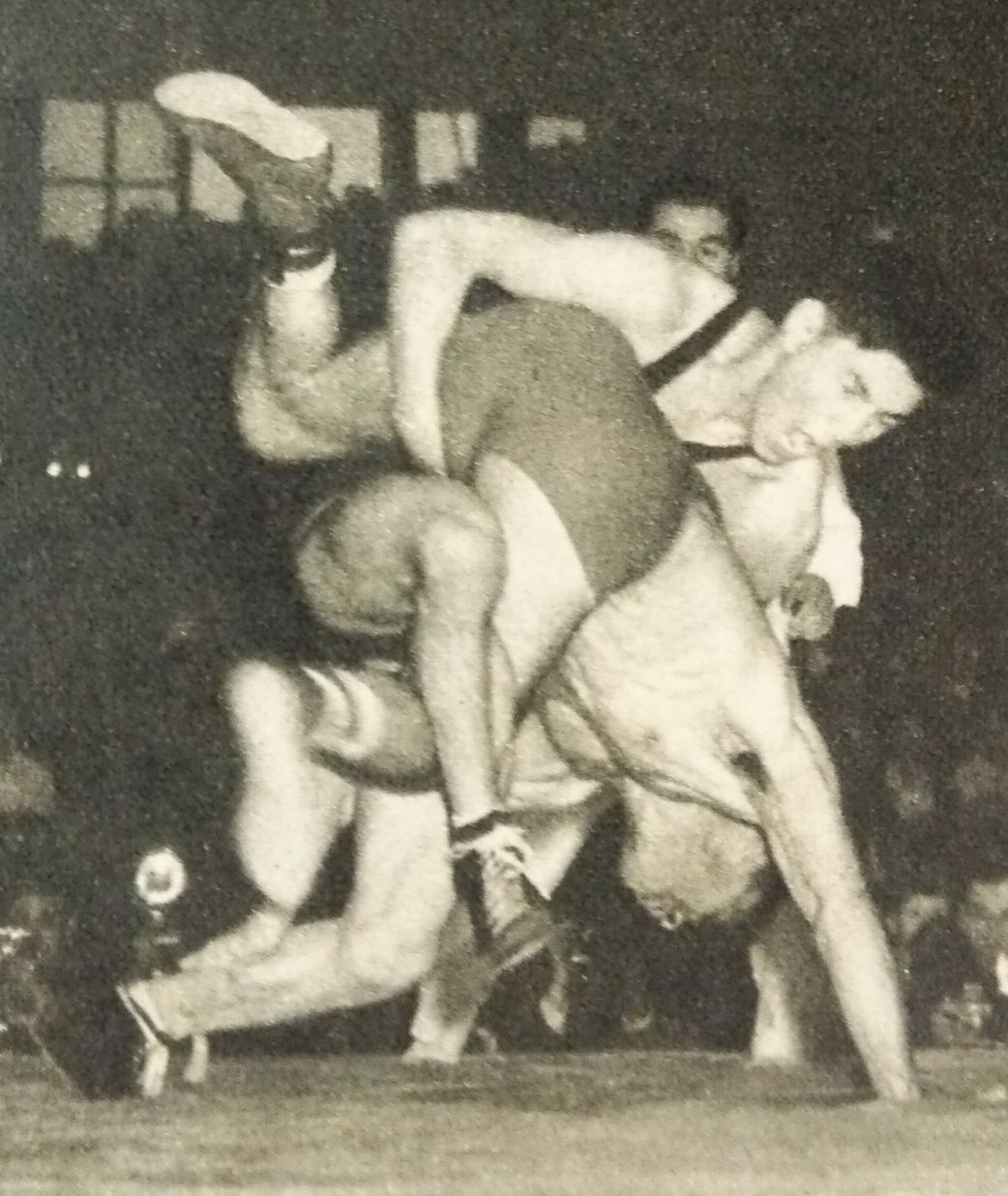
Shōzō Sasahara (1954)

Shōzō Sasahara (jap. 笹原 正三 Sasahara Shōzō; * 28. Juli 1929 in Yamagata; † 5. März 2023) war ein japanischer Ringer und Sportfunktionär. Er war Olympiasieger 1956 im freien Stil im Federgewicht.

## Werdegang
Shōzō Sasahara wuchs in Yamagata auf und besuchte dort eine Handelsoberschule. Als Jugendlicher trat er einem Kendō-Club bei, ohne im Kendō große Erfolge zu erzielen. Nach seiner Oberschulzeit arbeitete Sasahara bei der US Army in Japan, begann aber 1950 ein Studium an der Chūō-Universität. Dort fing er mit dem Ringen an und entwickelte sich durch hartes Training zu einem hervorragenden Freistilringer.
1954 wurde er bei der Weltmeisterschaft in Tokio Weltmeister im Federgewicht. In den entscheidenden Kämpfen besiegte er Nikolai Musaschwili aus der UdSSR und den Olympiasieger von 1952 Bayram Şit aus der Türkei. 1954 siegte Shozo Sasahara auch bei der USA-Meisterschaft im freien Stil, bei der er als Gast teilgenommen hatte, im Leichtgewicht (damals bis 67 kg Körpergewicht).
1955 gewann Sasahara auch bei den Weltfestspielen der Jugend in Warschau und 1956 beim World Cup in Istanbul, wo er die Klasseringer Enju Waltschew Dimow aus Bulgarien, Linar Salimullin aus der Sowjetunion und erneut Bayram Şit besiegte.
Zum Höhepunkt der Laufbahn von Sasahara wurden die Olympischen Spiele 1956 in Melbourne, wo er bei der Eröffnungsfeier Fahnenträger der japanischen Mannschaften war. Er gewann sechs Kämpfe und wurde in überlegenem Stil Olympiasieger. Dabei besiegte er u. a. zum dritten Mal hintereinander Bayram Şit, Linar Salumullin und den überraschend bis in das Finale vorgestoßenen Joseph Mewis aus Belgien.
Nach den Olympischen Spielen 1956 beendete Shōzō Sasahara seine aktive Ringerlaufbahn. Er wurde zunächst Assistenztrainer und später Cheftrainer an der Chūō-Universität. Einer seiner Schüler war dort Osamu Watanabe, der ebenfalls Olympiasieger wurde. Später schlug Shōzō Sasahara die Funktionärslaufbahn ein, wurde Präsident des japanischen Ringerverbandes und Vizepräsident des japanischen Nationalen Olympischen Komitees. Für seine Verdienste um den Ringersport wurde er im September 2006 in die FILA International Wrestling Hall of Fame aufgenommen. 1995 wurde er zudem mit dem Olympischen Orden in Silber ausgezeichnet.

## Internationale Erfolge
(OS = Olympische Spiele, WM = Weltmeisterschaft, F = Freistil, Fe = Federgewicht, damals bis 62 kg Körpergewicht)
- 1954, 1. Platz, WM in Tokio, F, Fe, mit Siegen über Alan Rice, USA, Gerhard Füglein, BRD, Nikolai Musaschwili, UdSSR u. Bayram Şit, Türkei u. trotz einer Niederlage gegen Gezá Hoffmann, Ungarn;
- 1955, 1. Platz, Weltfestspiele der Jugend in Warschau, F, Fe, vor Nasser Guivetchi, Iran u. Triganow, Bulgarien;
- 1956, 1. Platz, World Cup in Istanbul, F, Fe, mit Siegen über Werner Schneider, BRD, Enju Waltschew Dimow, Bulgarien, Linar Salimullin, UdSSR u. Bayram Şit;
- 1956, Goldmedaille, OS in Melbourne, F, Fe, mit Siegen über M. Nazir, Pakistan, Bayram Şit, Myron Roderick, USA, Erkki Penttilä, Finnland, Joseph Mewis, Belgien u. Linar Salimullin